# 元狩
元狩（前122年—前117年）是汉武帝的第四个年号。汉朝使用元狩这个年号一共6年。
元狩元年十月，汉武帝在一次狩猎时获得一只“一角而足有五蹄”的兽。因此改年号为“元狩”。

## 源由
- 《漢書·武帝紀》：「元狩元年冬十月，行幸雍，祠五畤。獲白麟。」
- 《史記·封禪書》、《漢書·郊祀志》：「有司言元宜以天瑞命，不宜以一二數。……〔四元〕以郊得一角獸曰『狩』云」

## 年號爭議
元狩年號問題，學界目前有兩種看法：
其一認為年號為漢武帝後來追命，此派依據《史記·封禪書》、《漢書·郊祀志》的記載「有司言元宜以天瑞命，不宜以一二數。一元曰『建』，二元以長星曰『光』，三元〔以日月復始曰『朔』，四元〕以郊得一角獸曰『狩』云」，認為在武帝元鼎三年時新作出來，再往前追加所定的。宋代的司馬光，清代的錢大昕、王先謙、周壽昌，近代的辛德勇均支持此論。辛德勇認為當時以一、二、三、四數紀元，太初元年以前，現實生活中一直沒有正式採用以年號紀元的方式，並舉例漢代銅器銘文有「四元六年正月甲寅造」一文以証明此論。
其二認為年號為漢武帝登基時創制使用，並舉出《筠清馆金石记》、《小校經閣金文》、《藤花亭鏡譜》收錄的金文中有銘刻「建元」、「元朔」、「元光」、「元狩」等年號，認為這些文物上的款识都应该是当时所记，从而判断出元鼎之前年号并非追加的。李崇智即謂「以上諸器年款足以証明漢武帝建元、元光等並非後來追命」。赵翼《廿二史剳记》及王樹民《漢代的兩個年號問題》均认为元狩是中國第一个年号，之前年号是追记的。但是目前观点认为建元才是中國第一个年号。辛德勇從銘文形式、器制、管理制度，認為這些漢代器物多數皆出自後人所偽造的贗品，不能証明當時已使用年號紀元。

## 纪年
| 元狩 | 元年    | 二年    | 三年    | 四年    | 五年    | 六年    |
| ---- | ------- | ------- | ------- | ------- | ------- | ------- |
| 公元 | 前122年 | 前121年 | 前120年 | 前119年 | 前118年 | 前117年 |
| 干支 | 己未    | 庚申    | 辛酉    | 壬午    | 癸亥    | 甲子    |

## 大事记
- 元狩二年，驃騎將軍霍去病西征匈奴，大獲全勝於酒泉。

## 逝世
- 元狩四年，郎中令飞将军李广（自杀）
- 元狩五年，关内侯李敢
- 元狩六年，骠骑将军霍去病

## 参看
- 中國年號索引

| 前一年號： 元朔 | 西漢年號 元狩 | 下一年號： 元鼎 |